# Ми, Бен
Бе́нджамин То́мас Ми (англ. Benjamin Thomas Mee; родился 21 сентября 1989, Сейл), более известный как Бен Ми (англ. Ben Mee) — английский футболист, центральный защитник.

## Клубная карьера
Бен Ми является воспитанником академии клуба «Манчестер Сити». В 2008 году он был капитаном юношеской команды «Сити», выигравшей Молодёжный кубок Англии.
Летом 2010 года отправился с «Манчестер Сити» в предсезонное турне по США. Ми сыграл два матча в этом турне, против клубов «Портленд Тимберс» и «Нью-Йорк Ред Буллз». Перед началом сезона 2010/11 получил футболку с номером «41». 22 сентября Бен Ми дебютировал в основном составе «Манчестер Сити» в матче Кубка Футбольной лиги против «Вест Бромвич Альбион», в котором полурезервный состав «Сити» проиграл со счётом 2:1.
1 января 2011 года Бен Ми отправился в аренду в «Лестер Сити», главным тренером которого на тот момент был экс-главный тренер «Манчестер Сити» Свен-Ёран Эрикссон. 22 января Ми дебютировал за «Лестер» в игре против «Миллуолла». По окончании сезона 2010/11 Ми вернулся в «Манчестер Сити», сыграв за «Лестер» 15 матчей.
14 июля 2011 года Бен отправился в сезонную аренду в клуб «Бернли». 19 июля дебютировал в составе «Бернли» в товарищеской предсезонной игре против «Бристоль Роверс». 6 августа Ми дебютировал за клуб в официальной игре, выйдя в стартовом составе в матче Чемпионшипа против «Уотфорда», который завершился вничью со счётом 2:2.
В январе 2012 года главный тренер «Бернли» Эдди Хау выразил желание подписать контракт с Беном Ми на постоянной основе. 17 января 2017 года трансфер Ми в «Бернли» состоялся, защитник подписал с «бордовыми» контракт сроком на три с половиной года.
28 сентября 2012 года Бен Ми забил свой первый гол за «Бернли» в матче против «Миллуолла».
В сезоне 2013/14 Ми провёл за «Бернли» 38 матчей в Чемпионшипе на позиции левого защитника и помог своему клубу выйти в Премьер-лигу.
30 июля 2014 года Ми продлил свой контракт с «Бернли» на три года. 18 августа 2014 года Бен дебютировал в Премьер-лиге, выйдя в стартовом составе «Бернли» в игре против «Челси». 21 февраля 2015 года Ми сравнял счёт в игре с «Челси» на «Стэмфорд Бридж» на 81-й минуте матча, который завершился вничью 1:1.
14 июля 2016 года Бен Ми продлил контракт с «Бернли» ещё на три года.
Летом 2022 года, после выбывания «Бернли» из Премьер-лиги, не стал продлевать истёкший контракт с клубом. 22 июля 2022 года подписал двухлетний контракт с «Брентфордом». 7 августа 2022 года дебютировал за «Брентфорд» в матче Премьер-лиги против «Лестер Сити».

## Карьера в сборной
Ми выступал за сборные Англии до 19 лет (3 матча, 1 гол) и до 20 лет (5 матчей). 16 ноября 2010 года дебютировал в составе сборной Англии до 21 года в матче против Германии. 8 февраля 2011 года провёл свой второй (и последний) матч за молодёжную сборную Англии, выйдя на поле в игре против Италии.

## Статистика выступлений
| Клуб                 | Сезон             | Лига              | Лига | Лига | Кубок Англии | Кубок Англии | Кубок лиги | Кубок лиги | Прочие | Прочие | Итого | Итого |
| Клуб                 | Сезон             | Дивизион          | Игры | Голы | Игры         | Голы         | Игры       | Голы       | Игры   | Голы   | Игры  | Голы  |
| -------------------- | ----------------- | ----------------- | ---- | ---- | ------------ | ------------ | ---------- | ---------- | ------ | ------ | ----- | ----- |
| Манчестер Сити       | 2008/09           | Премьер-лига      | 0    | 0    | 0            | 0            | 0          | 0          | 0      | 0      | 0     | 0     |
| Манчестер Сити       | 2009/10           | Премьер-лига      | 0    | 0    | 0            | 0            | 0          | 0          | —      | —      | 0     | 0     |
| Манчестер Сити       | 2010/11           | Премьер-лига      | 0    | 0    | —            | —            | 1          | 0          | 0      | 0      | 1     | 0     |
| Манчестер Сити       | Итого             | Итого             | 0    | 0    | 0            | 0            | 1          | 0          | 0      | 0      | 1     | 0     |
| Лестер Сити (аренда) | 2010/11           | Чемпионшип        | 15   | 0    | 0            | 0            | —          | —          | —      | —      | 15    | 0     |
| Лестер Сити (аренда) | Итого             | Итого             | 15   | 0    | 0            | 0            | 0          | 0          | 0      | 0      | 15    | 0     |
| Бернли (аренда)      | 2011/12           | Чемпионшип        | 19   | 0    | 1            | 0            | 3          | 0          | —      | —      | 23    | 0     |
| Бернли (аренда)      | Итого             | Итого             | 19   | 0    | 1            | 0            | 3          | 0          | 0      | 0      | 23    | 0     |
| Бернли               |                   |                   |      |      |              |              |            |            |        |        |       |       |
| 2011/12              | Чемпионшип        | 12                | 0    | 0    | 0            | 0            | 0          | —          | —      | 12     | 0     |       |
| 2012/13              | Чемпионшип        | 19                | 1    | 0    | 0            | 2            | 0          | —          | —      | 21     | 1     |       |
| 2013/14              | Чемпионшип        | 38                | 0    | 0    | 0            | 3            | 0          | —          | —      | 41     | 0     |       |
| 2014/15              | Премьер-лига      | 33                | 2    | 2    | 0            | 0            | 0          | —          | —      | 35     | 2     |       |
| 2015/16              | Чемпионшип        | 46                | 2    | 2    | 0            | 1            | 0          | —          | —      | 49     | 2     |       |
| 2016/17              | Премьер-лига      | 34                | 1    | 1    | 0            | 0            | 0          | —          | —      | 35     | 1     |       |
| Итого                | Итого             | 182               | 6    | 5    | 0            | 6            | 0          | 0          | 0      | 193    | 6     |       |
| Всего за «Бернли»    | Всего за «Бернли» | Всего за «Бернли» | 201  | 6    | 6            | 0            | 9          | 0          | 0      | 0      | 216   | 6     |
| Всего за карьеру     | Всего за карьеру  | Всего за карьеру  | 216  | 6    | 6            | 0            | 10         | 0          | 0      | 0      | 232   | 6     |

## Достижения
Бернли
- Победитель Чемпионшипа: 2015/16
- Вице-чемпион Чемпионшипа: 2013/14